# خنشله، الجزایر
خنشله (به عربی: خنشلة) شهری در استان خنشله واقع در کشور الجزایر است که در سال ۱۹۹۸ میلادی ۱۰۶٫۰۸۲ نفر جمعیت داشته و جمعیت آن در سال ۲۰۰۵ میلادی به ۱۳۸٫۷۵۴ نفر رسیده‌است.